# Cabreiros (Corgo)
Cabreiros (llamada oficialmente Santa Mariña de Cabreiros) es una parroquia y una aldea española del municipio de Corgo, en la provincia de Lugo, Galicia.

## Otras denominaciones
La parroquia también es conocida por los nombres de Santa María de Cabreiros y Santa Marina de Cabreiros.

## Organización territorial
La parroquia está formada por cinco entidades de población:
- Bocelo
- Cabreiros
- Carretera (A Carreira)
- Santa Mariña
- Vilagamelle

## Demografía

### Parroquia
| Gráfica de evolución demográfica de Cabreiros (parroquia) entre 2000 y 2019 |
|                                                                             |
| Datos según el nomenclátor publicado por el INE.                            |

### Aldea
| Gráfica de evolución demográfica de Cabreiros (aldea) entre 2000 y 2019 |
|                                                                         |
| Datos según el nomenclátor publicado por el INE.                        |